# Spherillo cingulatus
Spherillo cingulatus är en kräftdjursart som först beskrevs av Barnard 1932.  Spherillo cingulatus ingår i släktet Spherillo och familjen Armadillidae. Inga underarter finns listade i Catalogue of Life.